# Abraham Schalit
Abraham Chaim Schalit (אברהם חיים שליט, geboren 13. Juni 1898 in Złoczów, damals Österreich-Ungarn; gestorben 21. August 1979 in Jerusalem) war ein israelischer Philologe, Historiker und Judaist. Er war ein Experte für das Werk des antiken jüdischen Historikers Flavius Josephus sowie für die Regierungszeit des antiken jüdischen Königs Herodes. Schalit wurde 1960 mit dem Israel-Preis in der Sektion Judaistik ausgezeichnet.

## Leben und Lehre
Abraham Schalit stammte aus Galizien. Er studierte Geschichte an der Universität Wien; seine akademischen Lehrer waren Wilhelm Kubitschek und Adolf Wilhelm. Die unveröffentlichte Dissertation Schalits (1925) verglich Flavius Josephus mit dessen zeitgenössischem Gegner, Justus von Tiberias. Diese Arbeit galt zwischenzeitlich als verschollen und wurde daher wissenschaftlich nicht rezipiert; 1995 wurde sie in der Universitätsbibliothek Wien (falsch katalogisiert) wiedergefunden. In diesem Frühwerk würdigte Schalit Josephus als Patrioten und sah in Justus nicht mehr als einen „gewöhnlichen Durchschnittscharakter“, der nur aus persönlichen Motiven handle. 1927 schloss er sein Studium in Wien ab und unterrichtete die folgenden zwei Jahre am Jüdischen Gymnasium in Brünn. Oskar Kurt Rabinowitz, ein Vertreter des Revisionistischen Zionismus, gehörte zu den Mitbegründern dieses Gymnasiums, an dem er selbst Geschichte unterrichtete. Es scheint, dass Schalit durch ihn mit zionistischem Denken vertraut gemacht wurde. Schalits Emigration nach Palästina 1929 war das Ergebnis dieser inneren Entwicklung.
Im damaligen britischen Mandatsgebiet Palästina begann Schalit mit der Übersetzung des Josephus aus dem Altgriechischen ins moderne Hebräisch. Seine historischen Studien aus den 1930er Jahren stellen Vergleiche zwischen dem Judäa der Antike und Palästina in der britischen Mandatszeit her. Schalit würdigte den heroischen Kampf für einen unabhängigen jüdischen Staat hier wie dort, was eine negative Beurteilung des Herodes wie auch des Josephus zur Folge hatte. Seit 1950 war Schalit Dozent, seit 1957 Professor für Jüdische Geschichte an der Hebräischen Universität Jerusalem. Unter dem Eindruck des Holocaust änderte Schalit seine wissenschaftlichen Positionen, so Daniel R. Schwartz. Der Holocaust hatte gezeigt: Macht geht vor Recht. Das hieß für Herodes, Josephus und ihre Zeitgenossen: Die römische Oberherrschaft war anzuerkennen. Herodes habe unter diesem Vorzeichen für seine jüdischen Untertanen viel erreichen können. „Jene Juden, die … höher hinauswollten, verloren mehr und brachten auf dem Wege dahin zahllose Menschen um. Herodes’ Königtum war für Schalit, mit anderen Worten, ein ‚Judenrat‘ in einem Imperium, dem nur an Herrschaft, nicht an Vernichtung gelegen war.“ (Daniel R. Schwartz)
Nach der starken (wenn auch nicht unerwarteten) Kritik an seiner Herodes-Biografie publizierte Schalit kaum noch auf Hebräisch, stattdessen auf Englisch und Deutsch. Er kooperierte mit dem Institutum Judaicum Delitzschianum in Münster, einem Zentrum für Josephus-Forschung. Sein Namenwörterbuch zu Flavius Josephus (1968) ist ein Standardwerk, ebenso wie die 2001 in 2. Auflage deutsch erschienene Herodes-Biografie. Schalit war auch Mitherausgeber der Encyclopaedia Judaica.

## Rezeption
Solomon Zeitlin gehörte zu den besonders scharfen Kritikern von Schalits Herodes-Biografie. In seiner ausführlichen Entgegnung erklärte er 1963, Herodes sei ein bösartiger Geisteskranker und kein Realpolitiker gewesen.
Horst R. Moehring kritisierte 1984 Schalits Studie Die Erhebung Vespasians nach Flavius Josephus, Talmud und Midrasch, indem er ihm vorwarf, Josephus’ Werk zu aktualisieren, so dass es zeitgeschichtlich relevant werde. Während Josephus als Lehre aus der Katastrophe des Jüdischen Krieges die Kooperation mit Rom fordere, werte Schalit die historisch wenig greifbare Gestalt des Jochanan ben Zakkai auf, der für eine Art Isolationismus stehe, laut Moehring eine typisch israelische Geschichtsdeutung.

## Schriften (Auswahl)
- Die Vita des Flavius Josephus. Eine historisch-kritische Untersuchung. Dissertation Universität Wien 1925 (ungedruckt).
- Josephus und Justus. In: Klio. Band 26, 1933, S. 67–95.
- Namenwörterbuch zu Flavius Josephus. Brill, Leiden 1968.
- Herodes. Der Mann und sein Werk. De Gruyter, Berlin 1969; 2. Auflage De Gruyter, Berlin 2001, ISBN 3-11-017036-1.
- Zur Josephus-Forschung (= Wege der Forschung. Band 84). Wissenschaftliche Buchgesellschaft, Darmstadt 1974.
- Die Erhebung Vespasians nach Flavius Josephus, Talmud und Midrasch. Zur Geschichte einer messianischen Prophetie. In: Aufstieg und Niedergang der römischen Welt Band II 2: Politische Geschichte (Kaisergeschichte), de Gruyter, Berlin 1975, S. 208–327.
- Untersuchungen zur Assumptio Mosis (= Arbeiten zur Literatur und Geschichte des hellenistischen Judentums. Band 17). Brill, Leiden 1989 (aus dem Nachlass herausgegeben).